# Lieja-Bastoña-Lieja 1962
La Lieja-Bastogne-Lieja 1962 fue la 48.ª edición de la clásica ciclista Lieja-Bastoña-Lieja. La carrera se disputó el domingo 6 de mayo de 1962, sobre un recorrido de 254 km. El vencedor final fue el belga Jozef Planckaert (Flandria-Faema-Clément) que consiguió el triunfo ante el alemán Rolf Wolfshohl (Gitane-Geminiani-Leroux). El francés Claude Colette (Peugeot-Michelin-BP) acabó tercero. 

## Clasificación final
| Posición | Ciclista             | Equipo                  | Tiempo   |
| -------- | -------------------- | ----------------------- | -------- |
| 1        | Jozef Planckaert     | Flandria-Faema-Clément  | 6h55'56" |
| 2        | Rolf Wolfshohl       | Gitane-Geminiani-Leroux | s.t.     |
| 3        | Claude Colette       | Peugeot-Michelin-BP     | a 20"    |
| 4        | Joseph Wouters       | Solo-Van Steenbergen    | a 56"    |
| 5        | André Darrigade      | Gitane-Geminiani-Leroux | s.t.     |
| 6        | Noël Fore            | Flandria-Faema-Clément  | s.t.     |
| 7        | Willy Vanden Berghen | Mercier-Hutchinson-BP   | s.t.     |
| 8        | Rik Van Looy         | Flandria-Faema-Clément  | s.t.     |
| 9        | Frans Schoubben      | Peugeot-Michelin-BP     | s.t.     |
| 10       | Norbert Kerckhove    | Dr. Mann                | s.t.     |